# Heathen (группа)
Heathen («язычник», «дикарь» (англ.)) — группа из США, играющая в стиле спид/трэш-метал.

## История

### Ранние годы (1984—1992)
Группа была основана в 1984 году гитаристом Ли Элтусом и ударником Карлом Сэкко (Metal Church). Позднее к ним присоединились вокалист Сэм Кресс и гитарист Джим Сангинетти, но вскоре после первого концерта в 1985 году их сменили вокалист Дэвид Годфри и гитарист Дуг Пирси. В то же время группа приобрела и басиста, которым стал Эрик Вонг.
Первое демо группы Pray for Death позволило ей заключить контракт с Combat Records в 1987 году. Вскоре после этого бас-гитариста Вонга сменил Майк «Яз» Ястремский.
Дебютный альбом Breaking the Silence был выпущен в том же 1987 году и был благосклонно принят критиками. В 1988 году группу покинул Карл Сэкко из-за музыкальных разногласий. Его сменил Даррен Минтер. Но вскоре после этого ушёл и Ястремский, и за 1988-1991 годы через группу прошло множество басистов и вокалистов. В 1989 году ушёл Годфри, несколько месяцев его замещал бывший вокалист Exodus Пол Бэлофф, а потом — вокалист Metal Church Дэвид Уэйн. В 1990 году Годфри (под именем Дэвид Уайт) вернулся в Heathen.
Второй альбом Victims of Deception с Марком Бидерманном на бас-гитаре был выпущен в 1991 году Roadrunner Records. Это был более техничный альбом с более длинными и сложными композициями, но он не имел такого коммерческого успеха, как Breaking The Silence. Песни «Kill the King» (кавер Rainbow) и «Prisoners of Fate» были выпущены в качестве синглов.
В том же году группа обзавелась постоянным басистом (Рэнди Лэйр) и часто выступала, пока череда туров не прервалась из-за гибели Лэйра в автокатастрофе. На его место пришёл Джейсон Вибрукс. В 1992 году из группы ушёл Пирси, которого сменил Айра Блэк, но в том же году группа прекратила своё существование.

### Воссоединение
В 2001 году группа воссоединилась в составе: Дэвид Уайт, Ли Элтус, Айра Блэк, Майк Ястремский и Даррен Минтер. Этот состав успешно участвовал в концерте Thrash of the Titans. В 2004 году Ястремский вновь покинул группу и был заменён Джоном Торресом. Новый альбом группы под названием Recovered был выпущен Relentless Metal Records. Он состоял из перезаписанного старого материала и каверов. В августе 2005 года было выпущено новое демо, содержащее три новые песни.
В 2005 году группа взяла второго гитариста (Терри Лодердэйл), и выступала по всей Европе. В том же году Ли Элтус присоединился к Exodus, но из родной группы не ушёл. В ноябре 2007 года Минтера и Пирси сменили гитарист Крэйген Люм и Марк Эрнандес. Позже Минтер вернулся в группу. Новый альбом группы The Evolution of Chaos был выпущен в 2009 году в Японии и в 2010 году в Европе и США.
Кстати, второй гитарист Крэген Люм выступал в 2013 и 2017 году вместе с Exodus в качестве приглашенного и концертного гитариста. 

## Состав

### Нынешний состав
- Дэвид Уайт (David White) — вокал (1985—1988, 1989—1992, с 2001)
- Ли Элтус (Lee Altus) — гитара (1984—1992, с 2001)
- Крэйген Люм (Kragen Lum) — гитара (с 2007)
- Джейсон Мирза (Jason Mirza) — бас-гитара (с 2019)
- Джим ДеМария (Jim DeMaria) — ударные (с 2020)

@ Hellfest 2013
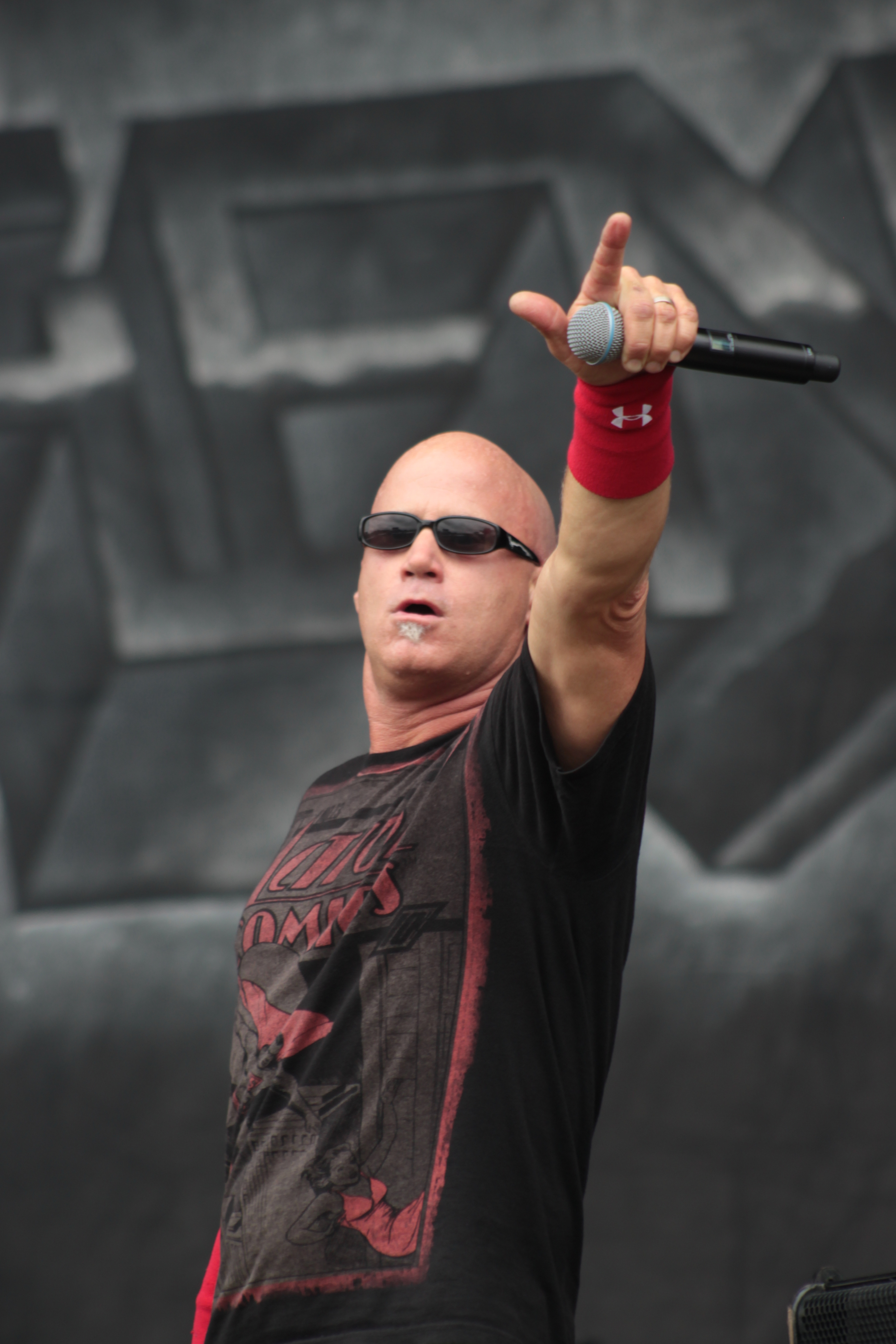
Дэвид Уайт
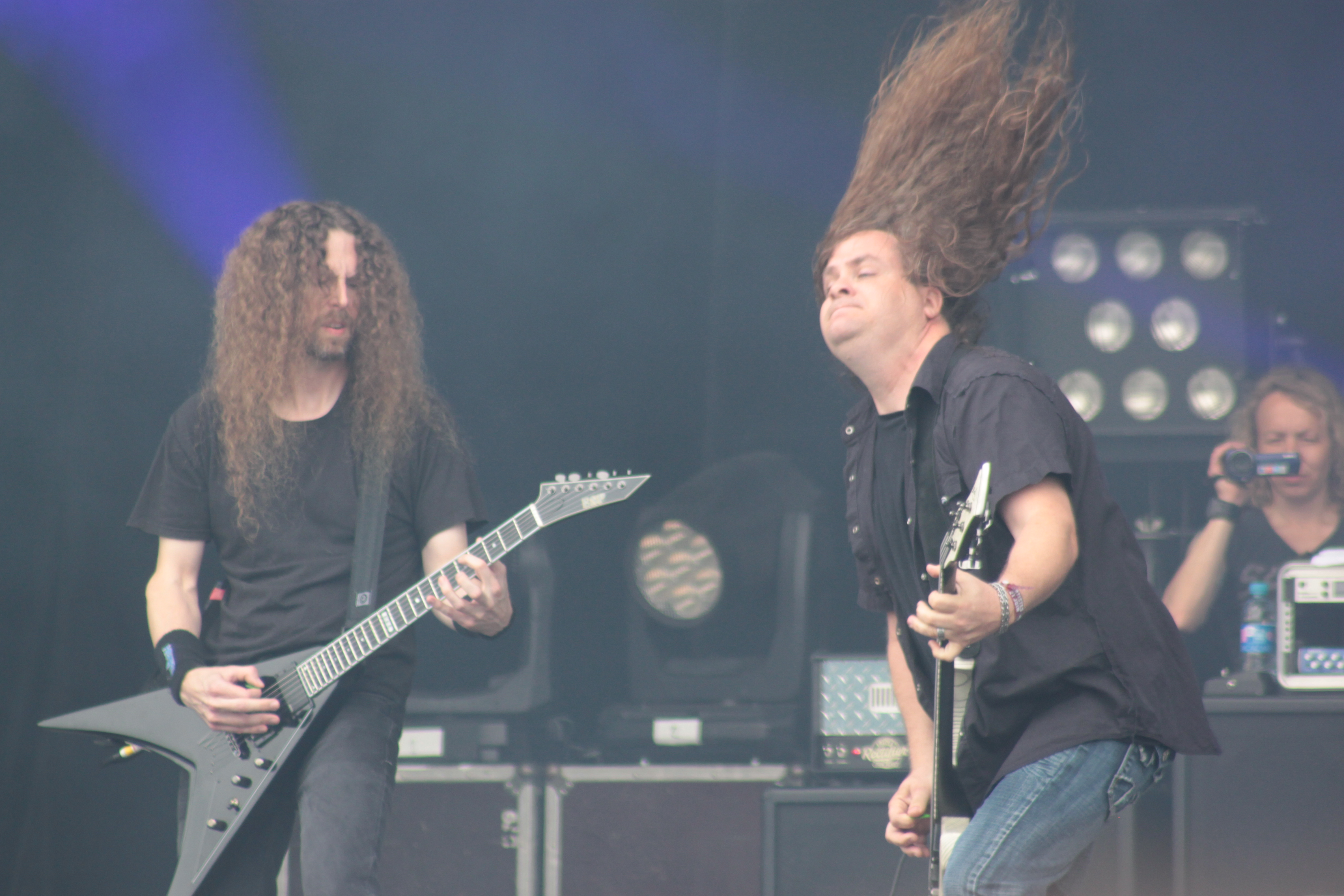
Крэген Лам и Джейсон Вибрукс
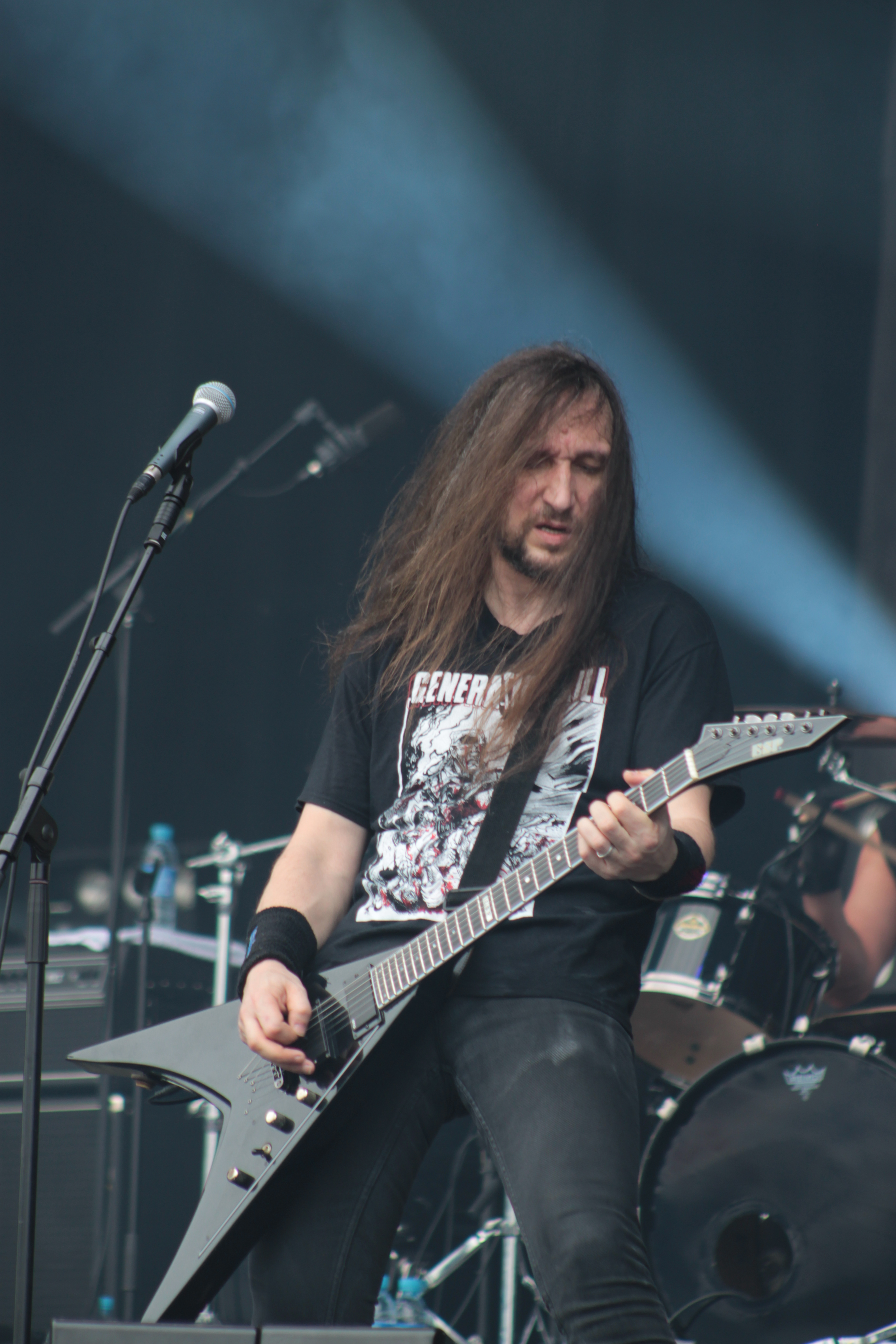
Ли Элтус
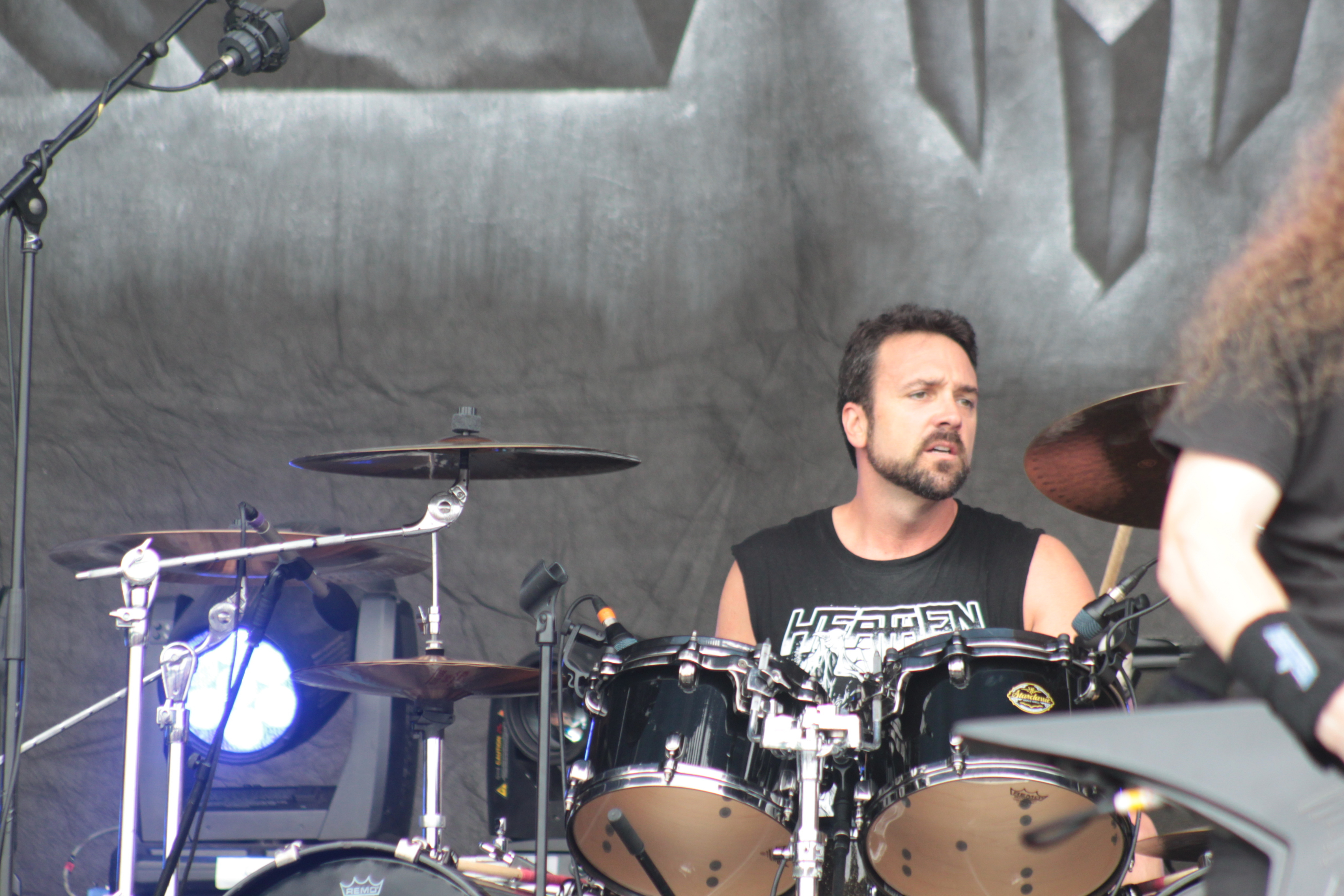
Джон Детте

### Бывшие участники
Вокалисты
- Сэм Кресс (1984; умер в 2006)
- Пол Бэйлофф (1988; умер в 2002)
- Рик Уивер (1988—1989)

Гитаристы
- Джим Сангинетти (1984)
- Дуг Пирси (1985—1992)
- Айра Блэк (Ira Black) (1992, 2001—2004)
- Терри Лодердейл (2005—2007)

Бас-гитаристы
- Эрик Вонг (1984—1985)
- Майк «Яз» Ястремский (1986—1988, 2001—2004; умер в 2005)
- Мэнни Браво (1989)
- Верн МакЭлрой (1989—1990)
- Марк Бидерманн (1990—1991)
- Рэнди Лэйр (1991; умер 1991)
- Джон Торре (2004—2011; умер в 2013)
- Джейсон Вибрукс (1991—1992, 2011—2019)

Барабанщики
- Карл Сакко (1984—1988)
- Марк Эрнандес (2007)
- Даррен Минтер (1988—1992, 2001—2007, 2008—2013)
- Джон Детте (2011, 2013)
- Саша Хорн (2015)

## Дискография

### Студийные альбомы
- Breaking the Silence (1987)
- Victims of Deception (1991)
- The Evolution of Chaos (2009)
- Empire of the Blind (2020)

### Демо
- Pray for Death Demo (1986)
- Demo with Paul Baloff (1988)
- Opiate of the Masses (1989)
- 2005 Demo (2005)

### Сборники
- Recovered (2004)
- Pray for Death (The Complete Demo Collection) (2017)

### Синглы
- «Set Me Free» (1987)
- «Kill the King» (1991)
- «Hypnotized (Live in Berlin 2011)» (2017)
- «Goblin's Blade (Live in Aarau 2010)» (2018)
- «Control by Chaos (Live at the Dynamo)» (2020)